# Saint-Germain-Laval (Senna e Marna)
Saint-Germain-Laval è un comune francese di 2 887 abitanti situato nel dipartimento di Senna e Marna nella regione dell'Île-de-France.

## Storia

### Simboli
Lo stemma comunale è stato presentato  il 2 luglio 2010. I colori azzurro e rosso sono stati scelti per rappresentare rispettivamente le regioni dell'Ile-de-France e della Brie. La scelta dell'inquartato ha permesso di rappresentare il paese e tre località storiche: Tréchy, Petit Buisson e Gardeloup. Nel primo quarto è riprodotto lo stemma dell'abbazia di Saint-Germain-des-Prés, proprietaria della parrocchia locale fino al primo terzo del XVIII secolo; il borgo di Tréchy fu un feudo dei signori di Graville la cui arma era di rosso, a tre fibbie d'oro; il grano e l'uva rappresentano la frazione di Petit Buisson e la sua importante produzione agricola; nella quarta partizione è ricordata la località di Gardeloup con un lupo (in francese loup) e una fascia ondata che simboleggia la Senna.

## Società

### Evoluzione demografica
Abitanti censiti